# Ministère des Transports du Reich
Le ministère des Transports du Reich (en allemand : Reichsverkehrsministerium) était un ministère du Reich allemand créé en 1919 et dissous en 1945, chargé des Transports.

## Ministres
| Nom                             | Début           | Fin              | Parti       | Cabinet                                |
| ------------------------------- | --------------- | ---------------- | ----------- | -------------------------------------- |
| Johannes Bell                   | 13 février 1919 | 1er mai 1920     | Zentrum     | Scheidemann, Bauer, Müller I           |
| Gustav Bauer                    | 2 mai 1920      | 21 juin 1920     | SPD         | Müller I                               |
| Wilhelm Groener                 | 25 juin 1920    | 12 août 1923     | Indépendant | Fehrenbach, Wirth I & II, Cuno         |
| Rudolf Oeser                    | 13 août 1923    | 11 octobre 1924  | DDP         | Stresemann I & II, Marx I & II         |
| Rudolf Krohne                   | 12 octobre 1924 | 17 décembre 1926 | DVP         | Marx II, Luther I & II, Marx III       |
| Wilhelm Koch                    | 28 janvier 1927 | 12 juin 1928     | DNVP        | Marx IV                                |
| Theodor von Guérard (1)         | 27 juin 1928    | 6 février 1929   | Zentrum     | Müller II                              |
| Georg Schätzel                  | 7 février 1929  | 12 avril 1929    | BVP         | Müller II                              |
| Adam Stegerwald                 | 13 avril 1929   | 27 mars 1930     | Zentrum     | Müller II                              |
| Theodor von Guérard (2)         | 30 mars 1930    | 7 octobre 1931   | Zentrum     | Brüning I                              |
| Gottfried Treviranus            | 9 octobre 1931  | 30 mai 1932      | KVP         | Brüning II                             |
| Paul Freiherr von Eltz-Rübenach | 1er juin 1932   | 2 février 1937   | Parteilos   | Papen, Schleicher, Hitler              |
| Julius Dorpmüller               | 2 février 1937  | 23 mai 1945      | Indépendant | Hitler, Goebbels, Schwerin von Krosigk |

### Secrétaires d'État
- Max Peters (de) (1919-1920)
- Karl von Stieler (de) (1919-1923)
- Paul Kirschstein (de) (1920-1924)
- Georg Bodenstein (de) (1920-1924)
- Max Kumbier (de) (1921-1924)
- Johannes Vogt (de) (1923-1924)
- Rudolf Krohne (1923-1925)
- Friedrich Wilhelm Gutbrod (de) (1926-1932)
- Gustav Koenigs (de) (1932-1940)
- Wilhelm Kleinmann (de) (1937-1942)
- Albert Ganzenmüller (de) (1942-1945)